# Stati Uniti meridionali
Stati Uniti meridionali (in inglese Southern United States o, più semplicemente, the South) è la regione censuaria degli Stati Uniti d'America situata nella parte meridionale del Paese. È a sua volta suddivisa in tre regioni: Sud Atlantico, centro sud-est e centro sud-ovest.

## Composizione
Secondo lo United States Census Bureau, gli Stati che fanno parte degli Stati Uniti meridionali sono:
- Alabama
- Arkansas
- Delaware
- Distretto di Columbia
- Florida
- Georgia
- Kentucky
- Louisiana
- Maryland
- Mississippi
- Carolina del Nord
- Oklahoma
- Carolina del Sud
- Tennessee
- Texas
- Virginia
- Virginia Occidentale

## Storia e cultura

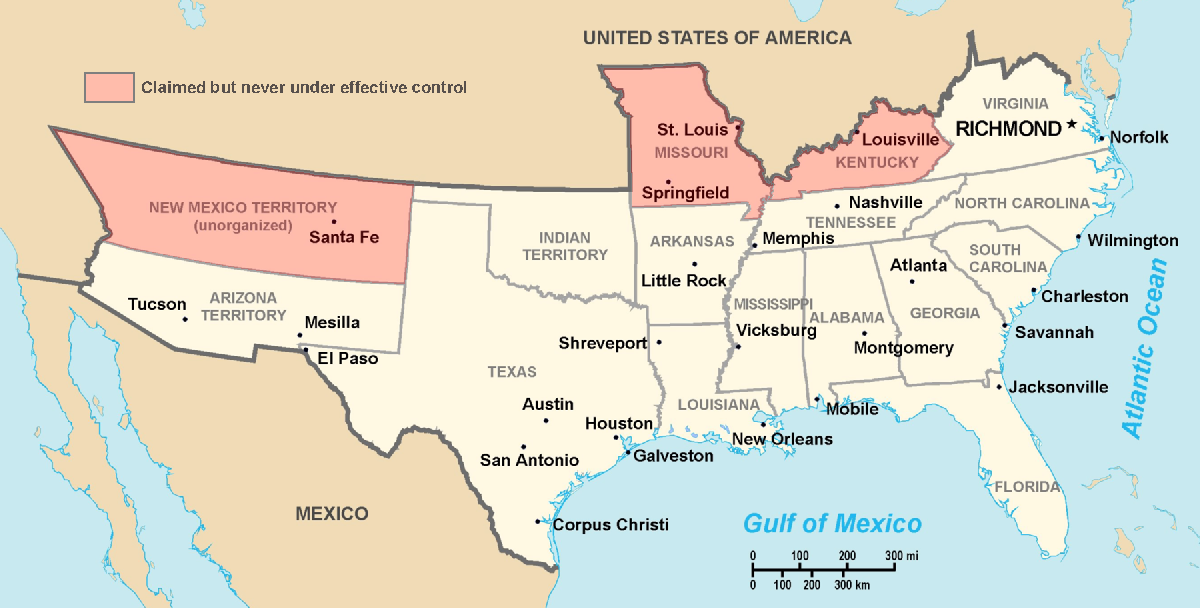
Il territorio degli Stati Confederati durante la guerra di secessione

Gran parte degli Stati del Sud, noti come Dixieland, ha in comune la storia della guerra di secessione americana, che vide la loro unione negli Stati Confederati d'America. Fa eccezione, in questo senso, il Distretto di Columbia mentre Delaware, Maryland, Kentucky, Missouri e Virginia Occidentale erano di fatto Stati cuscinetto fra Unione e Confederazione. L'odierna Oklahoma, infine, durante la guerra non era uno Stato ma Territorio indiano.
Dopo la guerra, malgrado le leggi Jim Crow, la maggioranza della popolazione afroamericana rimase concentrata negli Stati meridionali e contribuì pesantemente a connotare culturalmente questi territori dal punto di vista musicale, spirituale, culinario e artistico.